# Yemi A.D.
Yemi Akinyemi Dele, znany jako Yemi A.D. (ur. 4 listopada 1981) – czeski tancerz i choreograf. Przez pięć lat współpracował ze zdobywcą nagrody Grammy, artystą Kanye Westem tworząc koncerty, trasy, teledyski, film krótkometrażowy Runaway (2010) i trasę The Yeezus Tour (2013). W 2022 roku został wybrany na członka załogi planowanej prywatnej misji kosmicznej dearMoon.

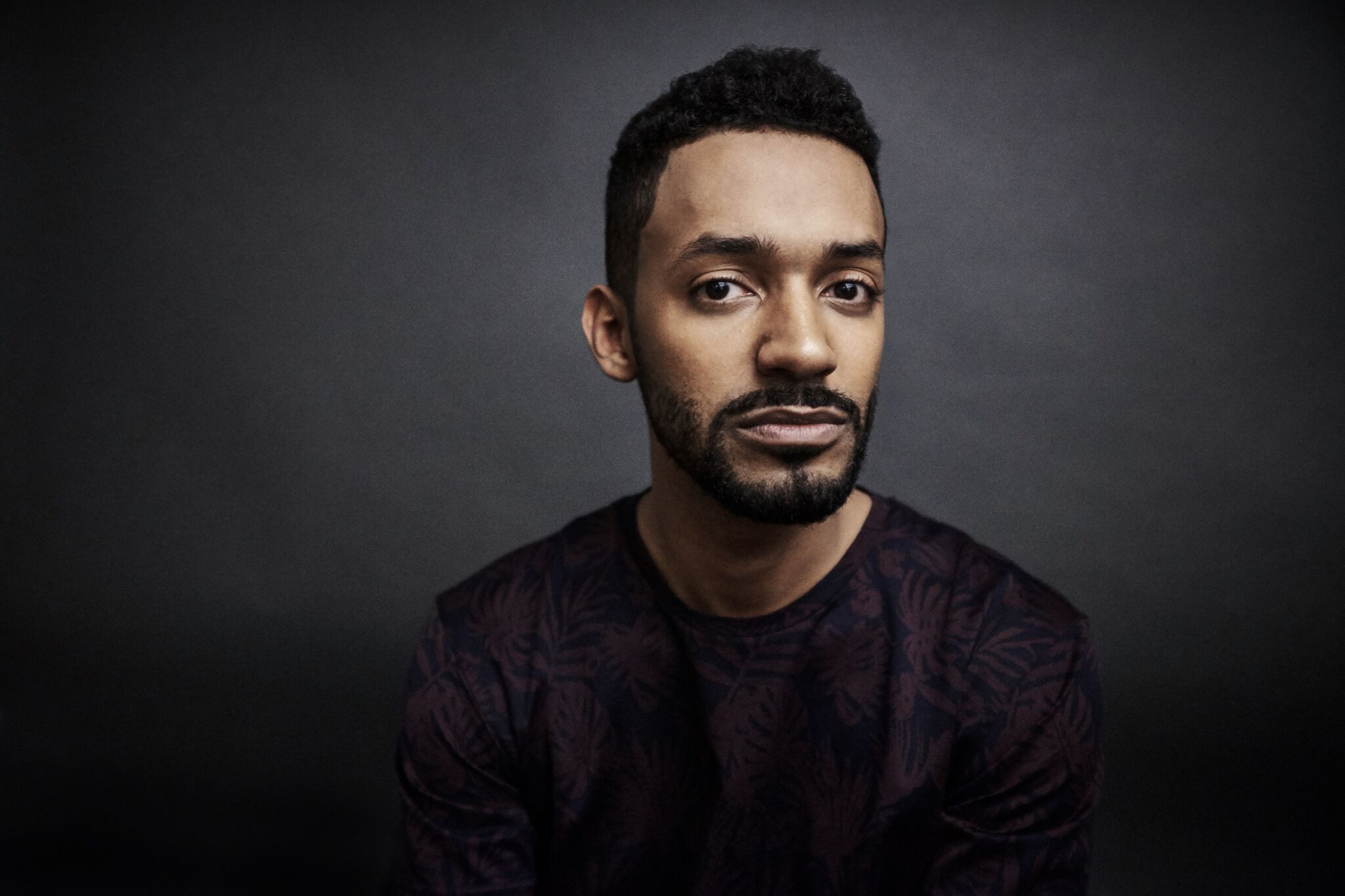
Yemi A.D. (2019)